# Хавкала

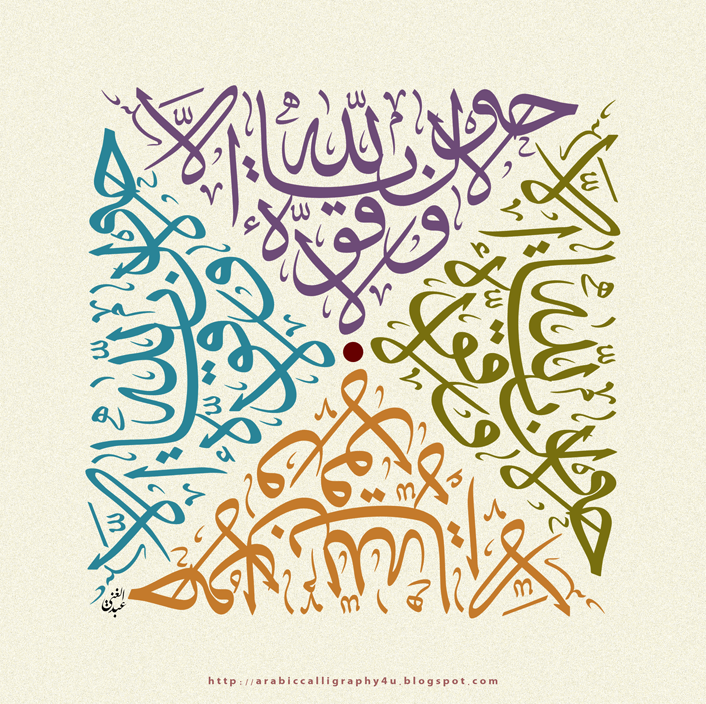
Арабська каліграфія вислову Хавкала

Хавкала (араб. حَوْلَة) або Ла Хавла (араб. لَا حَوْلَ) — це арабський термін, що позначає вислів لَا حَوْلَ وَلَا قُوَّةَ إِلَّا بِٱللَّٰهِ (lā ḥawla wa lā quwwata illā billāhi), який зазвичай перекладають як «Немає ні сили, ні міці, окрім як від Бога».
Вислів Хавкала використовується мусульманами у часи біди, утисків або в ситуаціях, які вони не можуть контролювати, щоб виразити повну довіру до сили та могутності Аллаха. Це форма зікру (поминания Аллаха), яку часто повторюють, щоб просити божественної допомоги та підтвердити, що жодна сила чи міць не існує без волі Аллаха. Слово Хавкала є портманто (або нахт) від слів хавла (сила) та куввата (міць).
Розширена версія вислову звучить як لَا حَوْلَ وَلَا قُوَّةَ إِلَّا بِٱللَّٰهِ ٱلْعَلِيِّ ٱلْعَظِيمِ (lā ḥawla welā quwwata illā billāhil- aliyyi l-aẓīmi), що означає «Немає ні сили, ні міці, окрім як від Бога (Аллаха), Всевишнього та Великого».